# آنلیس کوبگر
آنلیس کوبگر (انگلیسی: Annelise Coberger؛ زادهٔ ۱۶ سپتامبر ۱۹۷۱) اسکی‌باز آلپاین، و افسر پلیس اهل نیوزیلند است.